# Ambrosio Ristori de la Cuadra
Ambrosio Ristori de la Cuadra (Cartagena, 20 de julio de 1901-cerca de Illescas, 20 de octubre de 1936) fue un militar y marino español, que tuvo un papel relevante al comienzo de la Guerra civil española.

## Biografía
Nacido en 1901, ingresó en la Escuela Naval Militar en 1917 y se licenció ese mismo año como guardiamarina.
En 1921 ya había ascendido al rango de alférez de fragata. Participó en la guerra del Rif, tomando parte en algunas operaciones navales en las costas de Marruecos. Inicialmente estuvo destinado en la Aeronáutica Naval, y en 1927 pasó al Cuerpo de Infantería de Marina. Fue un reconocido miembro de la masonería, a la cual se afilió desde época muy temprana. Durante la Segunda República fue un destacado miembro de la Unión Militar Republicana Antifascista (UMRA).
También tuvo un papel relevante en la vida civil. A comienzos de la década de 1930 ostentaba el cargo de presidente de la Federación Castellana de Rugby y vicepresidente de la Federación Española de Rugby.
Tras las elecciones generales de 1936 fue nombrado ayudante militar del ministro de Marina, José Giral, convirtiéndose en su hombre de confianza. Para entonces tenía el rango de comandante de Infantería de Marina. Cuando se produjo el estallido de la Guerra Civil, al igual que otros miembros de la UMRA, Ristori de la Cuadra formó parte del comité que se formó en el Ministerio de la Guerra para intentar organizar la respuesta al golpe de Estado. En el Ministerio de Marina también se convirtió en uno de los hombres fuertes, y desde allí fue uno de los que logró que la marinería y los suboficiales de la Armada se mantuvieran fieles a la República. Inmediatamente se puso al frente de una columna y marchó sobre Guadalajara, donde logró rendir a los militares del regimiento aerostático que se habían sublevado. Esto significó que muchos barcos no se sublevaron y quedaron en manos del gobierno. Se convirtió entonces en ayudante militar del nuevo presidente del Consejo de Ministros, que era Giral. Durante los siguientes meses participó en numerosas acciones militares en la zona centro, a veces al frente de las milicias republicanas. El 20 de octubre de 1936 falleció abatido por fuego enemigo cerca de Illescas. Algunos historiadores señalan incorrectamente que murió en otoño combatiendo en la sierra de Guadarrama.
En febrero de 1938 le fue concedida la Placa Laureada de Madrid a título póstumo.